# Weurt
Weurt est un village appartenant à la commune néerlandaise de Beuningen. Le 1er janvier 2009, le village comptait 2 439 habitants.

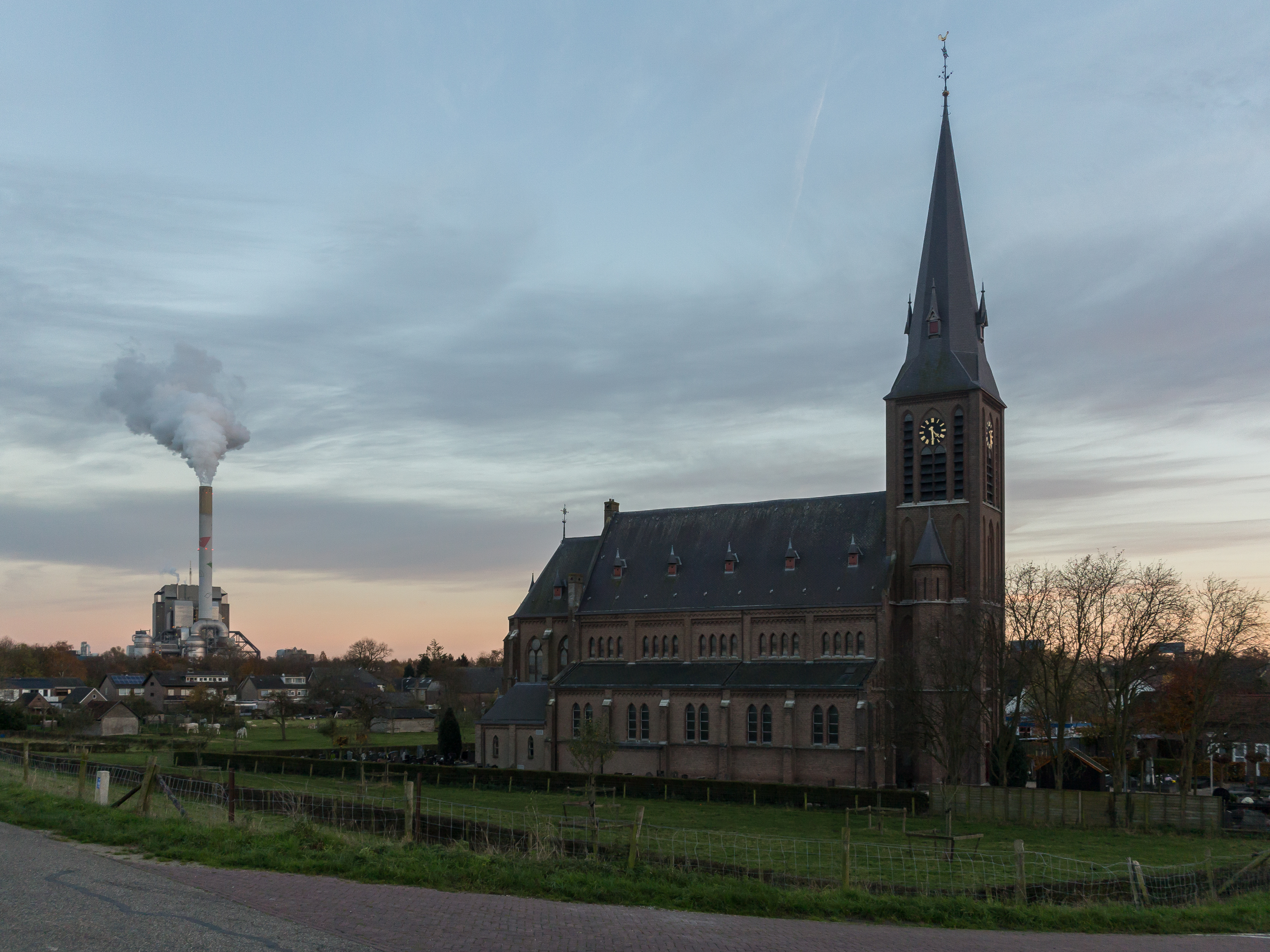
Weurt, église: de Sint-Andreaskerk

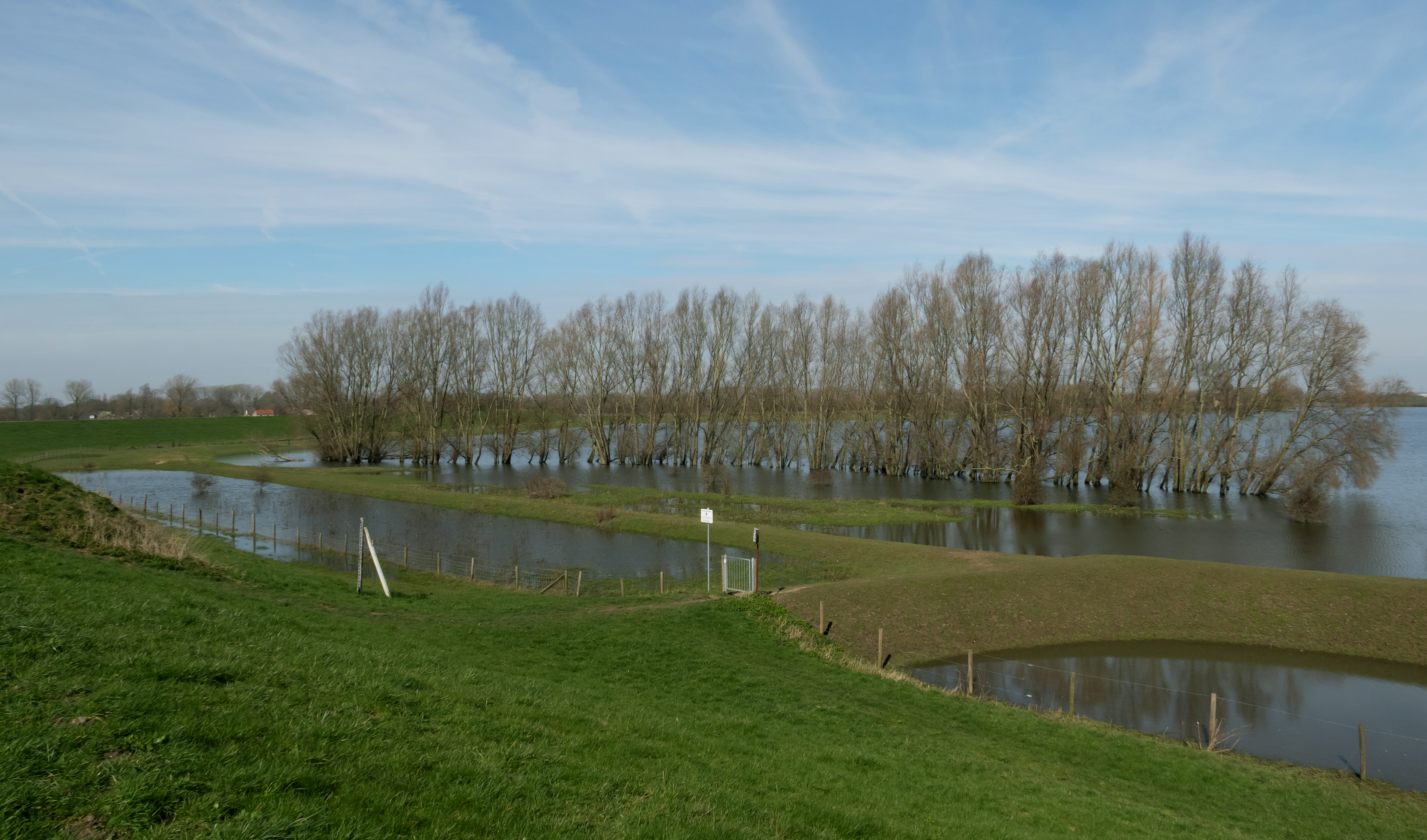
Près Weurt, les arbres devant le Grindgat